# Tales of Known Space
Tales of Known Space: The Universe of Larry Niven è una raccolta del 1975, che comprende tredici racconti dello scrittore di fantascienza Larry Niven, inseriti nel contesto del Ciclo dello Spazio conosciuto.

## Elenco dei racconti
- The Coldest Place, dicembre 1964
- Becalmed in Hell, luglio 1965
- Wait it Out, 1968
- Eye of an Octopus, febbraio 1966
- How the Heroes Die, ottobre 1966
- The Jigsaw Man, 1967
- At the Bottom of a Hole, dicembre 1966
- Intent of Deceive, aprile 1968 (la cui prima edizione fu pubblicata col titolo The Deceivers)
- Cloak of Anarky, marzo 1972
- The Warriors, febbraio 1966
- The Borderland of Sol, gennaio 1975
- There is a Tide, luglio 1968
- Safe at Any Speed, maggio 1967